# Tagri
Tagrii sunt amintiți de Ptolemeu în lucrarea "Geografia" ca fiind localizați lângă Dacia între bastarni și tyrageți. După Vasile Pârvan ei ar putea fi un trib getic mai mic care locuia de-a lungul cursului mijlociu al Nistrului.